# Penthesilea Fossa
La Penthesilea Fossa è una struttura geologica della superficie di Venere.